# 郁文 (1926年)
郁文（1926年10月—2013年1月28日），原名翁郁文，投身革命后简化作郁文，曾用名凌澜、林兰，女，汉族，浙江慈谿人，中国共产党及中华人民共和国官员，第七届、第八届全国政协委员及外事委员会委员，是第八届全国人民代表大会常务委员会委员长乔石的夫人。

## 生平
祖籍浙江省慈谿縣河姆渡翁家村（今属宁波市余姚市）。出生前，家庭迁居至慈谿縣的慈城镇（今属宁波市江北区）。在慈城当地接受教育。1935年，全家随在浙江省教育厅工作的父亲迁居杭州。1937年，因抗日战争全面爆发，回至慈城。1939年，郁文和姐姐进入慈湖中学。
1942年，因战乱失学的郁文和姐姐投奔堂舅陈屺怀。1944年，决定回乡投奔新四军。11月，在浙东抗日根据地鲁迅学院参加新四军。12月加入中国共产党。抗日战争胜利后，在上海之江大学参加组织学生运动，担任中共上海地下党主办的上海《联合晚报》记者和《青年知识》杂志特约编辑、撰稿人。1947年秋，任国统区全国学联党组成员。
中华人民共和国成立后，历任中央青委、团中央办公室秘书，中共杭州市委青委宣传部部长，中共中央华东局青委秘书室副主任、宣传部科长。1955年4月起，任鞍山钢铁建设公司党委办公室调研科科长、办公室副主任，酒泉钢铁公司党委副秘书长兼调研室主任。1963年4月，到中共中央对外联络部工作，历任编译室研究员，研究组（室）综合组副组长，研究室副主任、主任。1986年12月起，任中国国际交流协会副总干事、总干事、副会长。1999年7月离休。
2013年1月28日，郁文在北京病逝，享年87岁。

## 家庭
- 父：翁祖望，出身于浙江书香门第，是当地有名的学者，曾任陈布雷的机要秘书，陈布雷将其五妹陈若希嫁给翁祖望[3]。
- 母：陈若希，出身于江南“官桥陈氏”（今余姚市官桥村），是蔣介石心腹大秘陳布雷的五妹[3]。
- 舅：陈布雷[3]
- 堂舅：陈屺怀，陈布雷的堂兄，早年随孙中山从事革命[3]。
- 兄弟姐妹：郁文有两个哥哥、一个姐姐和一个妹妹。大哥翁泽水在抗日战争时期担任郭沫若的秘书，在周恩来和陈布雷间传话[3]。
- 丈夫：乔石：（1924年12月24日－2015年6月14日），浙江定海人。郁文在《联合晚报》任职时，与同事乔石相识相知，后来又一起从事学联工作。1952年冬，二人在杭州结婚。因为乔石是陈布雷的外甥女婿，所以当时乔石和妻子郁文都未受重用[3]。
- 子女：乔石、翁郁文夫妇育有两子两女。小女儿大学毕业于北京医学院，硕士毕业于协和医科大学。留学美国后，从休斯顿的BAYLOR医学院获得博士学位（1993年），在南加州大学做过博士后。后来是一所美国正规研究型大学的助理教授。

- 表侄：陳師孟，曾任台北市副市長、民主進步黨秘書長、中華民國總統府秘書長（陳水扁總統任內）等，是陳布雷的孫。